# كريستوفر شاندلير
كريستوفر شاندلير (بالإنجليزية: Christopher Chandler)‏ هو قاضي ومحامي وسياسي أمريكي، ولد في 20 يناير 1951 في يوبا سيتي في الولايات المتحدة. حزبياً، نشط في الحزب الجمهوري. وقد انتخب عضو جمعية ولاية كاليفورنيا.